# Refuge a Sega
Il refuge a Sega è un rifugio alpino a 1.160 metri d'altezza situato ai piedi del Capo di a Vorba (1.760 m) nella Valle della Restonica nel comune di Corte in Corsica.
Il rifugio è gestito dal Parco naturale regionale della Corsica e ha 36 posti letto.